# Niel
Niel este o comună din regiunea Flandra din Belgia. Suprafața totală a comunei este de 5,27 km². La 1 ianuarie 2008 comuna avea 9.155 locuitori.
Niel se învecinează cu comunele Schelle, Aartselaar, Rumst, Bornem, Puurs și Boom.
1. ↑  Totale oppervlakte volgens het Kadasterregister, België, gewesten en provincies (în neerlandeză), Algemene Directie Statistiek[*]